# Anakin Skywalker
Dark Vador
Personnage de fiction apparaissant dans
Star Wars.
Anakin Skywalker, ou Dark Vador (Darth Vader dans la version originale en anglais), est un personnage de fiction, successivement chevalier Jedi puis seigneur Sith, et le personnage central des deux premières trilogies de la saga cinématographique Star Wars conçue par George Lucas.
Dans la trilogie originale composée d'Un nouvel espoir, de L'Empire contre-attaque et du Retour du Jedi, il est présenté sous le nom de Dark Vador, un cyborg menaçant vêtu et masqué de noir, au service de l'Empereur. Vador incarne alors le principal méchant de l'histoire de la trilogie originale. Il apparaît également dans le film dérivé Rogue One, dont les événements se situent juste avant Un nouvel espoir.
La prélogie, composée de La Menace fantôme, L'Attaque des clones et La Revanche des Sith, explore l'enfance et la jeunesse d'Anakin Skywalker, détaillant les raisons et les circonstances de sa transformation en personnage malfaisant.
Son éducation en tant que Jedi auprès d'Obi-Wan Kenobi, son basculement du côté obscur de la Force pour devenir l'apprenti et le bras armé de l'empereur Palpatine, sa rédemption finale lui permettant d'accomplir sa destinée — ramener l'équilibre dans la Force et éliminer les Sith — et le fait qu'il soit le père des jumeaux Luke Skywalker et Leia Organa, constituent l'intrigue principale des deux premières trilogies.
En plus des films, Anakin Skywalker apparaît dans les mises en romans de ces œuvres, ainsi que dans d'autres romans, dans des séries télévisées, des bandes-dessinées ou des jeux vidéo qui composent l'univers de Star Wars.

## Univers
L'univers de Star Wars se déroule dans une galaxie qui est le théâtre d'affrontements entre les Chevaliers Jedi et les Seigneurs noirs Sith, les uns comme les autres sensibles à la Force, un champ énergétique mystérieux leur procurant des pouvoirs parapsychiques. Les Jedi maîtrisent le Côté Lumineux de la Force, bénéfique et défensif, pour maintenir la paix dans la galaxie. Les Sith utilisent le Côté Obscur, nuisible et destructeur, pour leurs fins personnelles et pour dominer la galaxie.
Pour amener la paix, une République galactique a été fondée avec pour capitale la planète Coruscant. Tout au long de son existence, la République est secouée par des sécessions et des guerres. En 32 av. BY, les Jedi Qui-Gon Jinn et Obi-Wan Kenobi sont envoyés sur la planète Naboo pour résoudre pacifiquement un de ces conflits.
À la suite du rachat de la société Lucasfilm par The Walt Disney Company, tous les éléments racontés dans les produits dérivés datant d'avant le 26 avril 2014 ont été déclarés en dehors du canon et ont alors été regroupés sous l’appellation « Star Wars Légendes ».

## Histoire

### Univers commun

#### AvantLa Menace fantôme

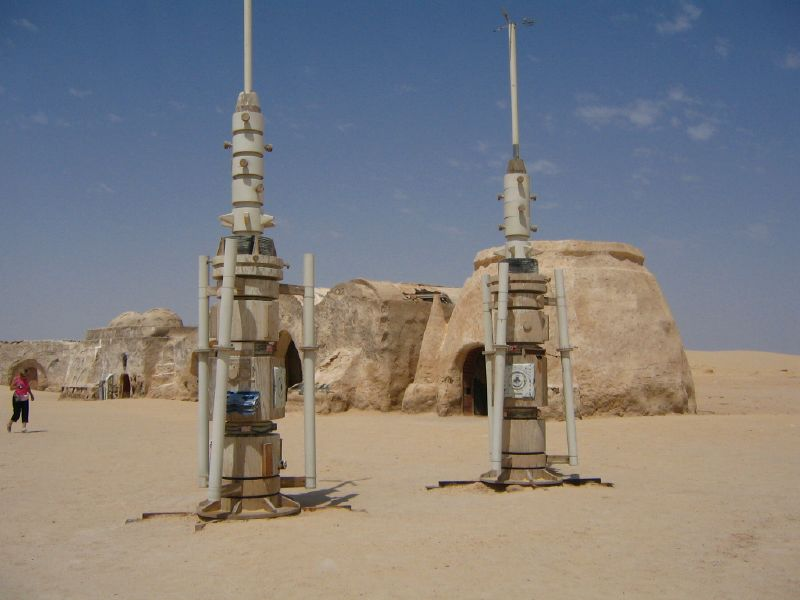
Tatooine, lieu de naissance d'Anakin Skywalker.

Anakin naît en 41 av. BY. Il passe son enfance avec sa mère Shmi Skywalker sur Tatooine. D'abord esclaves de Gardulla la Hutt, Anakin et Shmi deviennent les esclaves du ferrailleur Watto après que celui-ci a gagné un pari contre Gardulla.
Watto donne à Anakin et Shmi une maison en périphérie de Mos Espa, dans une zone densément peuplée. Ce type de logement est originairement construit par des conglomérats miniers pour héberger temporairement les travailleurs immigrés.
Comme Anakin vit dans la Bordure extérieure, où l'influence de la République galactique est faible, l'ordre Jedi ne détecte pas l'enfant et ne l'emmène pas au temple Jedi pour commencer sa formation très tôt dans son enfance.
Probablement du fait de sa sensibilité à la Force, Anakin est dès son enfance très compétent en ingénierie. Il construit le droïde C-3PO pour aider sa mère. C-3PO comprend plus de six millions de formes de communication parce qu'Anakin espère alors qu'il voyagera à travers la Galaxie. Par ailleurs, Anakin participe à plusieurs courses de modules, mais perd à chaque fois, à cause de son module rudimentaire et de la triche des autres participants. Watto en profite pour parier contre Anakin lors des courses et ainsi s'enrichir.
Ces années passées en tant qu'esclave marquent Anakin pour le reste de sa vie. Cette amertume vis-à-vis de l'esclavage se retrouve par exemple lors de sa mission à Zygerria plusieurs années plus tard.

#### La Menace fantôme
Anakin a 9 ans en 32 av. BY, lorsqu'il fait la rencontre de Qui-Gon Jinn, un maître Jedi venu acheter une pièce d'hyperdrive chez Watto. Qui-Gon comprend qu'Anakin est très sensible à la Force, et décide de ne pas quitter Tatooine sans l'enfant. Qui-Gon décide de faire un test sanguin pour vérifier son intuition, et découvre qu'Anakin contient plus de 20 000 midichloriens par cellule, un taux encore plus élevé que celui du maître Jedi Yoda.
Avant une course de modules à laquelle Anakin participe, Qui-Gon fait un pari avec Watto : si Anakin gagne, Watto donne à Qui-Gon la pièce d'hyperdrive et libère Anakin, mais si Anakin perd, Watto remporte le vaisseau du maître Jedi et le module de course d'Anakin.
Vainqueur de la course, Anakin devient libre et suit Qui-Gon pour quitter Tatooine. Cependant, il doit à contrecœur se séparer de Shmi, que Watto n'a pas pariée. Elle reste donc sur Tatooine, esclave de Watto puis de Cliegg Lars. Anakin ne revient pas sur Tatooine pendant une décennie.
Qui-Gon amène Anakin devant le conseil Jedi sur Coruscant et explique qu'il pense qu'Anakin est l'Élu prédit par une prophétie Jedi. Toutefois, Yoda en doute et refuse qu'Anakin soit formé, parce qu'il sent dans la Force que l'enfant ressent de la peur, émotion qui mène au Côté obscur. Qui-Gon et Anakin entre autres se rendent à Naboo pour en chasser la Fédération du commerce, qui envahit la planète. Durant la bataille, Anakin pilote un chasseur Naboo et détruit le vaisseau amiral ennemi. Qui-Gon Jinn est tué par Dark Maul et son dernier souhait est qu'Anakin suive un entraînement de Jedi. Le conseil Jedi se voit contraint de respecter la demande de Qui-Gon : Anakin, qui devait être formé par Qui-Gon, devient l'apprenti d'Obi-Wan Kenobi. Palpatine commence par ailleurs à manifester son intérêt pour la carrière d'Anakin,,,,.

#### L'Attaque des clones
Anakin a 19 ans en 22 av. BY, lorsque Padmé Amidala, désormais sénatrice, sur Coruscant, est victime d’une tentative d'assassinat commise par la chasseuse de primes Zam Wesell. Obi-Wan et Anakin sont chargés de la sécurité de Padmé. Anakin la sauve en éliminant des insectes censés l'empoisonner. Après une course poursuite, les deux Jedi arrivent à appréhender Wesell, qui est toutefois tuée avant de pouvoir donner le nom de son commanditaire. De retour au temple Jedi, le duo se sépare : Obi-Wan va enquêter sur la tentative d’assassinat pendant qu’Anakin est chargé de la protection rapprochée de Padmé. Anakin et Padmé se rendent à Naboo, planète d'origine de la sénatrice. Progressivement, Padmé tombe amoureuse d'Anakin,,,.
Après des cauchemars montrant sa mère Shmi mourante, Anakin se rend sur Tatooine pour la sauver. Les Lars, auxquels Watto a vendu Shmi, lui disent que des tuskens l'ont enlevée. Anakin trouve sa mère dans un camp tusken, mais elle meurt dans ses bras. Il massacre alors sans remords tous les tuskens présents, femmes et enfants compris. C'est un moment crucial de l'évolution d'Anakin vers le Côté Obscur,,,,,.
Pendant ce temps, les forces de l'Alliance séparatiste assaillent Obi-Wan sur Géonosis. Pour l'aider, Anakin et Padmé s'y rendent. Capturés, Obi-Wan, Anakin et Padmé sont condamnés à mort par les géonosiens. Les trois prisonniers doivent alors faire face à trois bêtes exotiques : Obi-Wan affronte un acklay originaire de Vendaxa, Padmé, un nexu originaire de Cholganna, et Anakin, un reek originaire d'Ylesia. De Coruscant, Mace Windu rassemble en urgence 200 Jedi, tandis que Yoda récupère à Kamino l'armée de soldats clones produite par les kaminoens. L'armée ainsi formée se dirige vers Géonosis pour soutenir les Jedi lors de la bataille de Géonosis.
En marge des combats, Anakin et Obi-Wan affrontent le comte Dooku. Celui-ci les défait facilement, et coupe une main à Anakin. Seule l'arrivée de Yoda, capable de vaincre Dooku, sauve Anakin et Obi-Wan,,,,.
Anakin obtient une main cybernétique, qu'il modifie pour la rendre plus confortable. Il épouse ensuite secrètement Padmé Amidala sur Naboo,.

#### EntreL'Attaque des clonesetLa Revanche des Sith
La guerre des clones commence. Anakin y participe en dirigeant la 501e Légion. Il est secondé par le capitaine Rex, un soldat clone qu'il respecte particulièrement.
Au cours de la bataille de Christophsis, Anakin se voit attribuer une padawan, Ahsoka Tano. Les forces de la République galactique commandées par Anakin viennent à bout des forces de l'Alliance séparatiste grâce à Ahsoka, ce qui amène Anakin à accepter de la prendre comme apprentie.
Juste après, Anakin et Ahsoka sont chargés de retrouver le fils de Jabba le Hutt, enlevé. Ils le récupèrent et l'amènent sur Tatooine. Dooku y attaque Anakin, qu'il croit détenir le petit hutt. En réalité, c'est Ahsoka qui amène à Jabba son fils, et Anakin n'est qu'une diversion pour occuper Dooku. Par la suite, Anakin affronte à plusieurs reprises Dooku au cours de la guerre des clones. Leurs duels ont des issues diverses, et petit à petit Anakin gagne de plus en plus souvent.
Lorsque, sur la planète Florrum, les pirates de Hondo Ohnaka capturent le comte Dooku, Hondo réclame à la République galactique une rançon à payer en épice pour remettre le prisonnier. La République envoie Anakin et Obi-Wan négocier, mais Hondo est trahi par des pirates de son groupe et Dooku en profite pour s'échapper,.
Lors d'une autre mission, Anakin et Obi-Wan arrêtent le scientifique Nuvo Vindi, qui tentait de recréer le virus de l'Ombre bleue afin de lancer sa propagation à travers Naboo puis le reste de l'espace républicain.
Lors de la guerre civile qui oppose les quarrens séparatistes aux mon calamaris républicains, Anakin fait partie, avec Ahsoka et Kit Fisto, des Jedi envoyés en renforts aux mon calamaris.
Quand Anakin et Ahsoka apprennent que des esclavagistes zygerriens ont enlevé des togrutas de Kiros, ils se rendent à Zygerria avec Obi-Wan Kenobi et Rex. Infiltré, Anakin convainc la reine zygerrienne qu'elle est manipulée par la CSI. Les Jedi parviennent à sauver les prisonniers. Par cette opération, Anakin montre son opposition à l'esclavage,,,.
Quand Ahsoka quitte l'ordre Jedi, Anakin perd une amie qui lui permettait de revenir au Côté lumineux dès qu'il s'en écartait un peu. Dès lors, la chute d'Anakin dans le Côté obscur peut se réaliser plus aisément.

#### La Revanche des Sith

##### En tant qu'Anakin

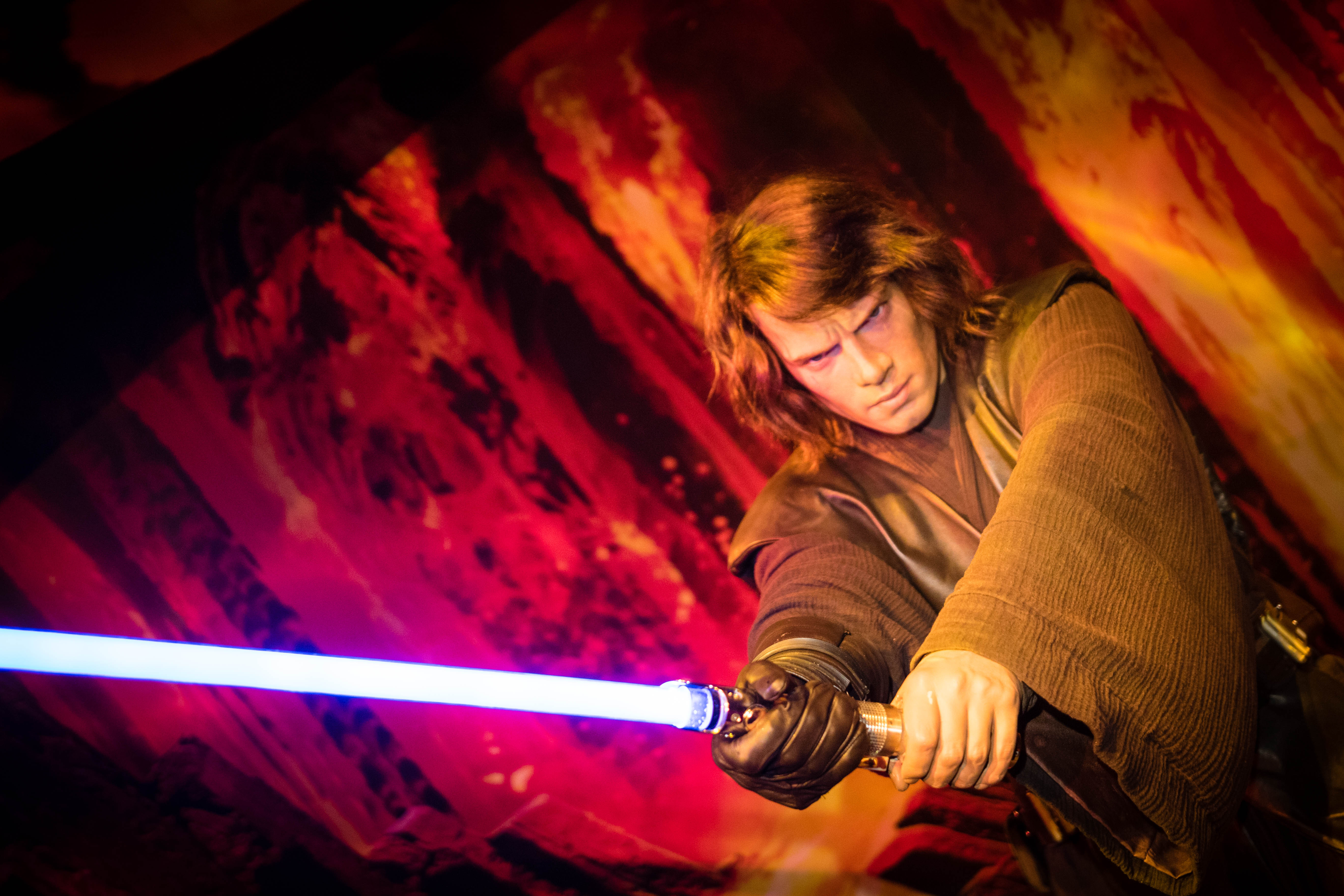
Anakin Skywalker sur Mustafar (ici en statue de cire au musée Madame Tussauds).

Anakin a 22 ans en 19 av. BY lorsqu'il est convoqué par le haut conseil Jedi pour diriger avec Obi-Wan Kenobi un raid éclair sur le vaisseau amiral de la CSI dans le cadre de la bataille de Coruscant. Le général Grievous garde le chancelier Palpatine prisonnier à bord du vaisseau, en orbite de Coruscant. Les Jedi doivent le libérer.
Accompagnés par l'escadrille Sept, Anakin et Obi-Wan, chacun à bord d'un intercepteur Jedi, s'attaquent au vaisseau amiral séparatiste, la Main Invisible,,. Anakin y affronte et vainc le comte Dooku. Anakin veut faire Dooku prisonnier, mais Palpatine l'exhorte à le tuer. Anakin commence sa chute dans le Côté obscur en décapitant le comte,,.
Anakin et Obi-Wan parviennent à sauver le chancelier. Pendant que le vaisseau amiral séparatiste se disloque en chutant vers Coruscant, Grievous s'échappe. Anakin doit piloter un vaisseau fortement dégradé et maîtriser un atterrissage forcé sur Galactic City,.
Après la bataille de Coruscant, Anakin rejoint sa femme secrète Padmé, qui lui révèle avec joie qu'elle est enceinte. D'abord heureux, Anakin finit par s'angoisser à cause de visions qui lui montrent Padmé mourant en couches. Il cherche dès lors à tout prix à sauver la vie de Padmé,.
Pendant ce temps, Palpatine nomme Anakin au haut conseil Jedi. Méfiant, le maître Jedi Mace Windu, membre du conseil, accepte qu'Anakin rejoigne le conseil, mais décide de ne pas lui donner le titre de maître Jedi. Quoique le siège au conseil soit déjà une incroyable opportunité pour un Jedi de son âge, Anakin est scandalisé par le refus de lui accorder le rang de maître Jedi et se sent sous-estimé par les Jedi. Cela précipite son rapprochement du Côté obscur,,,,.
Lors d'une conversation à l'opéra-bulle, Palpatine utilise la peur de perdre Padmé qui tourmente Anakin, et raconte au Jedi l'histoire de Dark Plagueis, un Sith capable de sauver les autres de la mort. Ce récit de Palpatine cherche à montrer à Anakin qu'il peut sauver Padmé grâce au Côté obscur,,. Plus tard, Palpatine révèle à Anakin qu'il est le Sith Dark Sidious. Anakin signale directement cela à Mace Windu, qui décide de prendre avec lui quelques Jedi pour arrêter le chancelier,.
Bien qu'il ait dénoncé à Mace Windu le Sith et bien que Windu ait le dessus lors de son affrontement contre Sidious, Anakin se retourne soudainement contre le maître Jedi, en lui tranchant la main, ce qui permet à Sidious de tuer Windu. Voyant les Jedi s'attaquer au chancelier, Anakin craint que ceux-ci ne finissent par s'attaquer aussi au Sénat, et donc à Padmé. Or, Anakin souhaite avant tout protéger Padmé et croit que Palpatine est le seul à pouvoir l'aider pour cela,,,.

##### En tant que Dark Vador
Anakin s'agenouille devant Dark Sidious, qui en fait son apprenti. Sidious donne à Anakin un nom de Sith, Dark Vador, et lance l'exécution de l'ordre 66, l'élimination des Jedi déployés à travers toute la Galaxie. Dans le temple Jedi, Vador est accompagné de la 501e légion de soldats clones pour tuer les Jedi présents. Il massacre impitoyablement les chevaliers Jedi, mais aussi des enfants, padawan et novices, qui au début croient qu'il vient les sauver des soldats clones,,,.
Sidious envoie ensuite Vador éliminer les autres chefs survivants de la CSI. Une fois à Mustafar, où les dirigeants séparatistes se sont réfugiés, Vador s'attaque à eux. Il ignore leurs appels de pitié et les tranche un par un violemment.
Obi-Wan Kenobi, venu d'Utapau où il affrontait les forces du général Grievous, arrive à Mustafar pour tenter de ramener à la lumière son ancien apprenti. Les deux duellistes s'affrontent à coups de sabre laser et de Force dans le terrain volcanique de la planète. La haine que ressent de plus en plus Anakin à l'égard de son ancien maître ne fait que renforcer sa proximité avec son nouveau maître, Dark Sidious. Obi-Wan parvient à avoir l'avantage en se plaçant en hauteur d'une berge d'un cours de lave. Toutefois, Vador, soucieux de faire ses preuves même dans la défaite, tente désespérément de s'attaquer à Obi-Wan, qui lui sectionne un bras et les deux jambes. Le corps d'Anakin, au contact de la lave, se met à brûler vif,,.
Laissé pour mort à Mustafar, Vador est sauvé par l'arrivée de Sidious. Grièvement blessé par des brûlures qui endommagent ses organes, il est emmené dans un bloc opératoire, où il est enfermé dans une armure cybernétique, devenant presque une machine après avoir perdu quasiment toute son humanité du fait des derniers événements. Dès qu'il se réveille, il demande à Sidious si Padmé va bien. Celui-ci répond que, dans sa colère, Vador a tué Padmé. Cette affirmation permet l'achèvement de la transformation d'Anakin en Dark Vador,,,.
Le commencement de l'ère de l'Empire galactique est aussi le début d'une vie sous une nouvelle identité pour Anakin. Presque personne ne sait que Dark Vador est Anakin Skywalker. Le fait qu'il a été blessé lors de son duel sur Mustafar au point de devoir porter une armure pour vivre lui permet de devenir méconnaissable, même pour plusieurs de ses plus proches alliés, anciens ou présents.

#### Un nouvel espoir
Dark Vador a 41 ans lorsqu'il commande des troupes impériales lors de l'abordage du Tantive IV de Leia Organa. Vador massacre les soldats rebelles tandis que ses stormtroopers capturent Leia, mais celle-ci transmet secrètement les plans de l'Étoile de la mort au droïde R2-D2, qu'elle envoie sur Tatooine retrouver Obi-Wan Kenobi.
Un vaisseau, le Faucon Millenium, est capturé par l'Étoile de la mort. Les stormtroopers ne parviennent pas à empêcher la libération de Leia par les passagers du Faucon Millenium. Parmi ces passagers du vaisseau se trouve notamment Luke Skywalker. Pour permettre à Luke et aux autres de quitter la station spatiale, Obi-Wan doit arrêter Vador en faisant diversion. Vador affronte donc son ancien maître et le tue, mais le Faucon Millenium parvient à s'enfuir.
Peu après, la bataille de Yavin oppose l'Empire galactique à l'Alliance rebelle. Vador y participe à bord de son chasseur. Il est cependant attaqué par Han Solo. Les tirs qu'il essuie amènent Vador à s'éloigner des affrontements et donc de l'Étoile de la mort. Il est ainsi le seul impérial qui survit à la destruction de l'Étoile de la mort.

#### L'Empire contre-attaque
Dark Vador a 44 ans en 3 ap. BY, lorsqu'il commande les forces de l'Empire galactique lors de la bataille de Hoth. Après des affrontements dans le désert froid de la planète, le générateur de bouclier planétaire de l'Alliance rebelle est détruit par les TB-TT dirigés par le général impérial Veers. Vador et ses snowtroopers prennent la base Echo, la principale installation rebelle de la planète. Les rebelles ayant survécu à l'assaut évacuent alors la base, qu'ils laissent abandonnée aux forces de Vador,.
Vador se met ensuite à traquer Han Solo, qui a quitté Hoth pendant la bataille. Il embauche pour cela le chasseur de primes Boba Fett. Ce dernier apprend que Han se dirige vers la Cité des Nuages de Bespin, dont le baron administrateur Lando Calrissian est un ami de longue date de Solo. Vador oblige Lando à piéger Han s'il veut que la Cité des Nuages reste libre de l'Empire. Han est donc plongé dans la carbonite sur ordre de Vador, qui souhaite en réalité attirer l'apprenti Jedi Luke Skywalker. En effet, Vador veut révéler à Luke que lui, Vador, est son père et tenter de l'inciter à devenir son apprenti en rejoignant le Côté obscur,,,.
Luke finit par arriver sur Bespin. Dans un premier temps, Vador attire Luke vers une chambre de congélation carbonique, avant de l'affronter au sabre laser. Il parvient à trancher la main droite de Luke. Ce dernier s'agrippe à un capteur atmosphérique, suspendu au-dessus du vide. Vador tente alors de le faire basculer dans le Côté obscur, lui révelant les liens qui les unissent. Il explique que, tous deux, ils pourront renverser l'Empereur et diriger la Galaxie. Il échoue, Luke fuyant en se laissant tomber dans le puits.

#### Le Retour du Jedi
Dark Vador a 45 ans en 4 ap. BY, lorsqu'il se rend sur la lune forestière d'Endor, près de la seconde Étoile de la mort. Luke a entre-temps appris qu'il est bien le fils de Vador et qu'en plus Leia Organa est aussi la fille de Vador. Cela permet à Vador de trouver facilement Luke, qui se rend. Vador l'amène alors auprès de l'empereur Dark Sidious,.
Vador sort son sabre laser lorsque Luke tente d'attaquer au sabre laser l'Empereur. Vador et Luke s'affrontent à nouveau. Alors que Luke semble éviter la confrontation, Vador mentionne Leia dans l'intention de faire réagir Luke. Vador est alors violemment assailli par Luke, qui lui coupe la main. Refusant d'achever Vador, Luke est attaqué par l'Empereur. Ayant conservé une part de lumière depuis son basculement dans le Côté obscur, Vador décide de se racheter et de revenir au Côté lumineux en se retournant contre son maître, pour sauver son fils. Vador tue Palpatine, puis meurt peu après sa rédemption, n'ayant que le temps de voir son fils Luke de ses propres yeux, sans son casque,. 
Luke brûle l'armure de Vador. Lors de la célébration rebelle sur la lune d'Endor, Anakin apparaît sous forme de spectre de Force aux côtés de ceux d’Obi-Wan Kenobi et de Yoda, qui l'ont aidé juste après sa mort à devenir un spectre,,.

### Univers officiel

#### EntreLa Menace fantômeetL'Attaque des clones
Le chancelier Palpatine attend quelques années avant de tenter de commencer à aborder Anakin, pour ne pas attirer les soupçons de l'ordre Jedi. Par ailleurs, Palpatine prétend que la participation d'Anakin à la bataille de Naboo crée un lien entre eux. Lors de leur première conversation, tandis que pour Mace Windu, alors présent, les Jedi doivent défendre la paix, l'ordre Jedi est, pour Palpatine, sous la juridiction du Sénat, et donc du chancelier. Plus tard, Palpatine amène Anakin dans les niveaux inférieurs de Coruscant, où il met en évidence la corruption, qu'il dit ignorée par les Jedi. Touchant un élément sensible pour Anakin, Palpatine lui montre aussi que l'esclavagisme prospère dans les bas-fonds de Coruscant,,.
Anakin sent qu'il ne peut pas totalement s'intégrer à l'ordre Jedi. Après la discussion avec Palpatine, il déclare qu'il souhaite quitter l'ordre, mais change d'avis peu après. Anakin ne saura pas qu'Obi-Wan Kenobi envisageait de quitter l'ordre Jedi si lui le faisait ; Obi-Wan souhaite avant tout respecter la promesse faite à Qui-Gon, former Anakin, et il est prêt à abandonner la vie de Jedi pour cela,,.
En réalité, Anakin décide de rester un Jedi principalement parce qu'il n'arrive pas à concevoir sa vie sans l'ordre Jedi. Libéré de l'esclavage par les Jedi, il leur doit trop pour pouvoir quitter l'ordre Jedi.

#### EntreL'Attaque des clonesetLa Revanche des Sith
Après la bataille de Géonosis, Anakin invoquant sa convalescence comme excuse, se rend à Naboo. En réalité, il s'y marie avec Padmé Amidala et y passe sa lune de miel. Rentré à Coruscant, il est adoubé chevalier Jedi. Peu après la cérémonie d'adoubement, Padmé rejoint Anakin, croyant que personne ne les regarde. En réalité, Obi-Wan Kenobi les remarque. Se souvenant de ses propres amours, avec la duchesse mandalorienne Satine Kryze, il décide de ne pas les dénoncer au conseil Jedi,.
Désormais chevalier Jedi, Anakin dispense à son apprentie Ahsoka Tano une formation relativement sévère. Habituellement, un maître Jedi forme son apprenti à l'utilisation du sabre laser face à des blasters en l'opposant à des droïdes, mais Anakin décide de mettre Ahsoka face à des soldats clones. Cela permettra par la suite à Ahsoka de survivre à l'ordre 66 puis à la purge Jedi menée par les inquisiteurs de l'Empire galactique.
Anakin, outre le sauvetage d'esclaves des zygerriens, libère aussi des kudons que la CSI force au travail sur la troisième lune de Kudo. Pour ne pas dégrader son image à l'échelle galactique, la CSI prétendait au reste de la Galaxie que les kudons travaillent de leur plein gré. Pour sauver les kudons, Anakin les amène à se révolter contre la CSI,,.
Lorsque le soldat clone Fives apprend que Palpatine est à l'origine d'un complot qui vise à éliminer l'ordre Jedi, il en informe Anakin et Rex peu avant de mourir. Anakin, ne croyant pas que Palpatine pourrait avoir de mauvaises intentions, refuse de faire confiance à Fives. Pourtant, cette découverte aurait pu permettre d'éviter l'ordre 66.
Lorsque Padmé Amidala disparaît à Batuu, Anakin cherche à la retrouver. Il rencontre alors le chiss Thrawn, d'un gouvernement des Régions inconnues, l'Ascendance chiss. Ils découvrent une mine de cortosis et une base séparatiste sur Mokivj, avant de parvenir à sauver Padmé. Malgré les avertissements de Padmé et de Thrawn sur un risque de dégâts incontrôlés, mais Anakin tente de faire exploser la mine. Ce faisant, il ravage l'écosystème de la planète, transformée en désert,.
Durant la bataille d'Anaxes, Anakin, le capitaine Rex et les clones du Bad Batch, détectent un signal en provenance de Skako Minor et s'y rendent. Le soldat clone Echo, présumé mort à Lola Sayu plus tôt dans la guerre, s'avère toujours vivant. Anakin, Rex et le Bad Batch libèrent Echo, prisonnier dans une base séparatiste. Une fois rentré à Anaxes, le groupe infiltre le vaisseau amiral de l'amiral séparatiste Trench et en vient à bout. Trench menace de faire exploser Anaxes. Anakin lui demande les codes de désactivation de la bombe installée sur Anaxes, en vain. Il lui tranche alors les bras, préfigurant par cet action sa future transformation en Dark Vador,,.

#### EntreL'Empire contre-attaqueetLe Retour du Jedi
Dark Vador se met d'accord avec un certain Bokku pour récupérer le corps de Han Solo piégé dans la carbonite. Vador veut utiliser ce corps comme appât pour attirer Luke Skywalker à lui. Trahi, Vador massacre les dirigeants hutts comme il a massacré les dirigeants séparatistes plusieurs années auparavant.
Peu après, sur Gabredor III, Vador accepte d'aider des rebelles qui souhaitent renverser un gouverneur. Ce groupe rebelle comprend des personnalités notables de sa vie en tant qu'Anakin Skywalker : Sabé, une ancienne servante de Padmé qui se faisait passer pour elle afin de la protéger en leurrant les ennemis, ainsi que deux amis d'enfance d'Anakin alors qu'il vivait à Tatooine en tant qu'esclave, l'humain Kitster Chanchani Banai et le rodien Wald. Comme l'identité de Vador est secrète, tous trois ignorent que c'est Anakin. Kitster est donc réticent à l'idée de collaborer avec celui qu'il considère comme la représentation de l'Empire et du Mal.

#### Postérité aprèsLe Retour du Jedi
Le petit-fils d'Anakin, Ben Solo, le fils de Han Solo et de Leia Organa, rejoint le Premier Ordre et devient Kylo Ren. Il voue un culte au personnage de Dark Vador, et croit poursuivre ce que son grand-père a commencé en basculant dans le Côté obscur.
Lorsque Rey affronte Dark Sidious ressuscité sur Exegol, elle entend la voix de nombreux Jedi défunts, dont Anakin Skywalker. Ce dernier encourage Rey à ramener l'équilibre qu'il avait instauré en tuant Sidious mais qui a été perturbé par la résurrection du Sith.

### UniversLégendes
À la suite du rachat de la société Lucasfilm par The Walt Disney Company, tous les éléments racontés dans les produits dérivés datant d'avant le 26 avril 2014 ont été déclarés comme étant en dehors du canon et ont alors été regroupés sous l’appellation « Star Wars Légendes ».

#### AvantLa Revanche des Sith
Anakin Skywalker participe à diverses batailles de la guerre des clones.
Pendant la guerre des clones, la Confédération des systèmes indépendants a orchestré un génocide par arme chimique sur Ohma-D'un, un satellite naturel de Naboo, et tente de faire de même avec la planète, mais les plans séparatistes sont déjoués par Anakin et Obi-Wan Kenobi.
Sur Yavin 4, Anakin affronte la séparatiste Asajj Ventress. Si au début, les deux sont à forces égales, Anakin finit par déchaîner sa rage, prend l'un des deux sabres laser de Ventress puis en vient à bout.
Anakin, encore apprenti d'Obi-Wan, l'accompagne pour commander les forces de la République galactique lors de la bataille de Jabiim. Lorsque Obi-Wan est présumé mort, Anakin se retrouve seul pour diriger l'armée républicaine. Il se voit contraint de battre en retraite. Les républicains de Jabiim retiendront avec rancune le nom d'Anakin Skywalker comme celui d'un traître qui les a abandonnés aux séparatistes,.
Pendant l'absence d'Obi-Wan, Anakin est envoyé sur Aargonar avec le Jedi A'Sharad Hett, un tusken. Les deux ne réussissent pas à s'entendre, du fait de la haine des tuskens éprouvée par Anakin.
Anakin, avec Obi-Wan, qui s'est avéré vivant, et Mace Windu, participe à l'assaut républicain sur Boz Pity, une offensive en réaction à l'annexion de Boz Pity par les séparatistes.

#### AprèsLa Revanche des Sith
Vador prend comme apprenti Starkiller, de son vrai nom Galen Marek. Celui-ci est d'abord chargé d'éliminer les principaux opposants à l'Empire galactique, puis Vador essaie de l'utiliser pour vaincre Palpatine. Le plan échoue et Palpatine tue Starkiller et châtie Vador.
Quelque temps après la bataille de Yavin, Vador poursuit Luke Skywalker et Leia Organa vers la planète Mimban. Il est à la recherche du cristal Kaiburr. Il affronte Luke et le blesse. Leia récupère ensuite le sabre laser de Luke et tente de faire face à son tour à Vador.
Peu après la capture de Han Solo par l'Empire galactique sur Bespin, le prince Xizor, dirigeant du syndicat du crime Soleil noir, tente de faire tuer Vador. Xizor voit en Vador un obstacle à son ascension dans la hiérarchie impériale, mais souhaite aussi venger la mort de sa famille, dont Vador est responsable. Xizor échoue dans sa tentative d'assassinat.

## Caractéristiques
Anakin est un humain originaire de Tatooine,. Adulte, il mesure 1,88 m de haut. Avec son imposante armure de Dark Vador, il mesure 2,03 m de haut, principalement du fait de la forme de son casque.

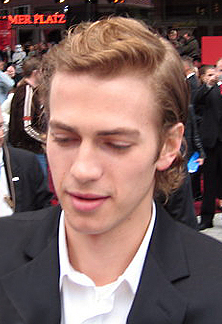
Hayden Christensen, l'interprète d'Anakin Skywalker pour les épisodes II et III.

Enfant, Anakin est surnommé « Ani ». Il est coiffé en coupe au bol et porte des vêtements beiges. Pendant son entraînement de padawan, il a des cheveux courts et une tresse. Il porte au cours de sa formation une robe Jedi brune. En tant que chevalier Jedi, il ne porte plus de tresse de padawan. Sa robe de Jedi est plus sombre et il est reconnaissable à une cicatrice au niveau de son œil droit.
Peu après être devenu Dark Vador, trois de ses quatre membres sont coupés lors de son duel contre Obi-Wan Kenobi sur Mustafar. Il doit porter une armure noire métallique. Son corps devient majoritairement mécanique, à l'exception des organes vitaux. L'armure est faite pour intimider,.
Anakin est irascible et impétueux. Il se frustre ainsi facilement, d'autant plus qu'il est paranoïaque. Cette peur le mène à cultiver une intense haine. Au fil de sa formation de Jedi, ces traits de caractère se développent et prennent de plus en plus d'importance dans ses décisions et ses actes.
Le second sabre laser d'Anakin, symbole de Jedi, survit à son propriétaire et se transmet pendant plusieurs dizaines d'années. Après avoir perdu son premier sabre laser lors de la bataille de Géonosis, Anakin se fabrique un nouveau sabre laser à lame bleue pour le remplacer. Après le duel sur Mustafar, Obi-Wan Kenobi récupère le sabre pour le conserver à Tatooine pendant plusieurs années, par respect pour l'arme d'un Jedi. Il le remet ensuite à Luke Skywalker, le fils d'Anakin. Quelques décennies plus tard, Rey enterre le sabre laser dans Tatooine, en guise d'enterrement de la famille Skywalker.

### Prophétie de l'Élu
La mère d’Anakin affirme qu’il n’a pas eu de père et qu'il serait né d'une conception virginale : « Il n’a pas de père. Je l’ai porté, je l’ai mis au monde, je l’ai élevé. Je ne me l’explique pas ».
D'après certaines œuvres appartenant à l'univers Légendes, la Force a conçu Anakin en réaction aux expériences de Dark Plagueis. Une bande dessinée met en scène la création d'Anakin, par Palpatine, mais un auteur de la bande dessinée en question explique que cette scène n'est que dans la tête de Vador,.
Racontée dans La Menace fantôme, une prophétie raconte qu'un Élu viendra rétablir l'équilibre dans la Force. L’ordre Jedi place ses espoirs en Anakin Skywalker jusqu'à sa trahison dans La Revanche des Sith, lorsqu'il refuse de tuer Palpatine et bascule du côté obscur. Il semble alors, à ce stade, accomplir plutôt la prophétie avancée par Yoda, qui anticipait son basculement,. Dans Le Retour du Jedi pourtant, Anakin semble pourtant accomplir la prophétie de l'Élu, tournant le dos au côté obscur et tuant Palpatine, avant de succomber à ses blessures,. À la fin de L'Ascension de Skywalker, comme Palpatine est de retour, Anakin demande à Rey de ramener de nouveau l'équilibre dans la Force.

## Interprétation

### Trilogie originale

#### David Prowse

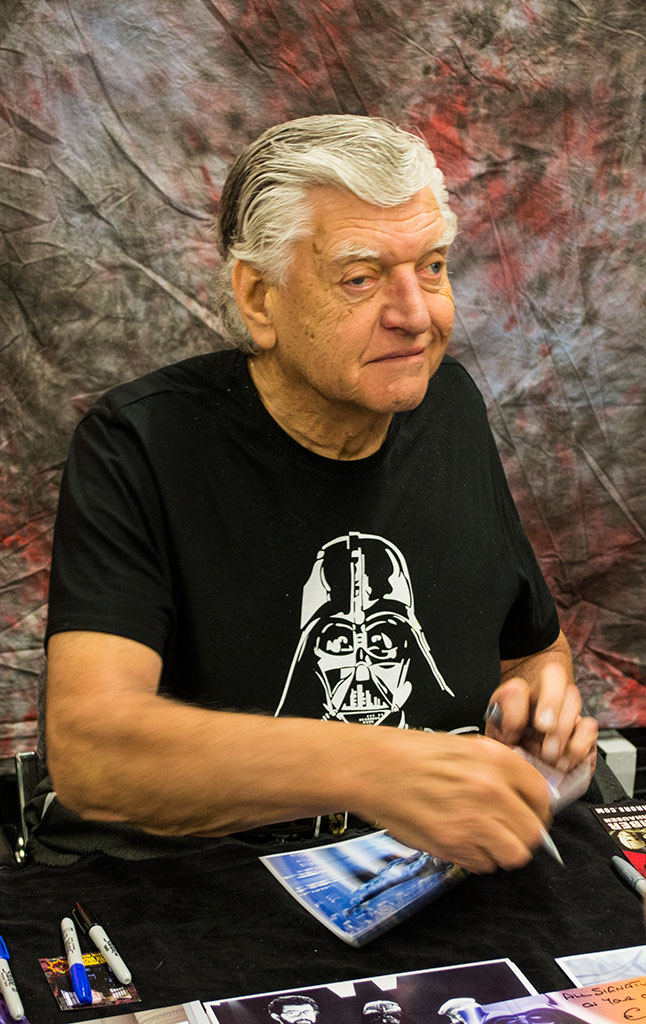
David Prowse interprète physiquement Vador dans la trilogie originale.

Dark Vador est interprété par le culturiste David Prowse dans la trilogie originale. George Lucas pense que Prowse, haut d'1,98 m, « apportait un physique à Vador qui était essentiel pour le personnage...avec une stature imposante et des mouvements qui correspondent à l'intensité de la présence de Vador »,.
Lucas propose à Prowse le choix entre deux rôles : Chewbacca et Dark Vador. Prowse choisit Vador car le rôle de Chewbacca ne permettrait pas de voir son visage. Cependant, il ignore alors que Vador porte un masque dans les films.
Pendant qu'il tourne les scènes d'Un nouvel espoir, David Prowse ignore que George Lucas ne retiendra pas sa voix mais engagera un autre interprète, James Earl Jones, pour prêter sa voix à Vador. Il en est frustré lorsqu'il l'apprend.
Dans la production de L'Empire contre-attaque, Prowse est accusé de faire fuiter le scénario du film. Lucas prend alors plus de précautions vis-à-vis de la présence de Prowse sur le plateau pour le tournage de nombreuses scènes. Prowse reçoit de faux dialogues pour certaines scènes. Comme Vador est doublé par James Earl Jones, les répliques de Prowse ne sont pas retenues dans le produit final, et ce qu'il dit sur le tournage n'a donc pas d'impact sur le film,.
Pour Le Retour du Jedi, David Prowse est scandalisé par la décision de ne pas le montrer sans masque. En effet, pour l'apparition de Dark Vador démasqué, c'est Sebastian Shaw qui interprète le personnage.

#### James Earl Jones

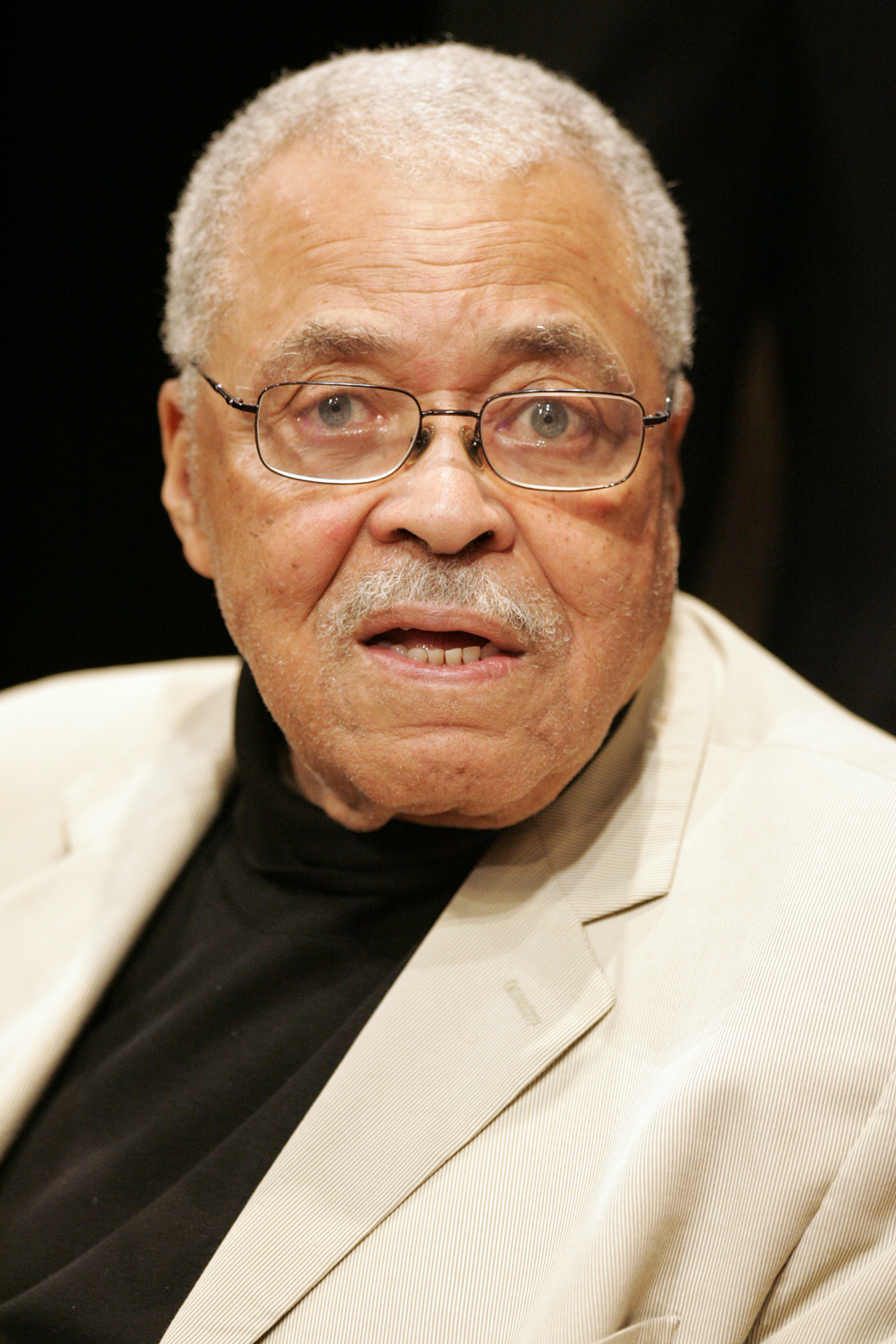
James Earl Jones prête sa voix à Vador dans la trilogie originale, La Revanche des Sith, ou encore Rogue One.

Lucas décide en effet d'avoir un comédien différent pour faire la voix de Vador car Prowse a un fort « West Country » accent anglais qui a amené le reste du casting à le surnommer « Darth Farmer ». Lucas avait l'intention de choisir Orson Welles pour prêter sa voix à Vador, mais après s'être rendu compte que la voix de Welles serait trop reconnaissable, il choisit le moins connu James Earl Jones à la place,.
Jones considérant dans un premier temps que sa contribution aux films est trop infime pour recevoir de la reconnaissance, il dit que sa participation n'est que de l'ordre des effets spéciaux et n'est pas crédité dans Un nouvel espoir et L'Empire contre-attaque. Par la suite, il est crédité dès Le Retour du Jedi, y compris dans les rééditions des deux premiers films.
L'acteur a donné son accord pour que des enregistrements vocaux d'archives soient utilisés par de jeunes cinéastes, qui envisagent d'utiliser une technologie de synthèse de la parole basée sur l'intelligence artificielle afin de recréer la voix jeune de Jones telle qu'elle apparaissait dans ses films précédents pour de futurs projets liés au personnage.

#### Sebastian Shaw
Durant la production de Le Retour du Jedi, l'équipe chargée de l'audition a recherché un acteur expérimenté pour le rôle d'Anakin Skywalker dû au fait que sa mort était incontestablement le climax émotionnel du film, et Sebastian Shaw a été sélectionné pour le rôle,,.
Quand Shaw arrive sur le plateau pour tourner, il fait la rencontre de son ami Ian McDiarmid, le comédien qui incarne l'empereur. Quand McDiarmid lui demande ce qu'il fait ici, Shaw répond : « Je ne sais pas, mon garçon, je pense que ça a quelque chose à voir avec la science-fiction. »,
Sa présence dans le film est gardée secrète à l'exception de quelques membres de la distribution et de l'équipe. Shaw est contractuellement obligé de ne pas discuter des secrets du film avec n'importe qui, même à sa famille. La scène dans laquelle Vador enlève son masque est réalisée par Richard Marquand et est filmée en une journée. Elle ne requiert que quelques prises, avec aucune altération du dialogue d'origine.
Lucas dirige personnellement Shaw lors de son apparence dans la scène finale, dans laquelle il est le spectre de Force d'Anakin. Shaw est remplacé par Christensen en 2004 pour la sortie en DVD. Cette dernière tentative de lier la prélogie et la trilogie originale s'avère être un des changements post-sorties les plus controversés, mais George Lucas explique le changement par le fait qu'Anakin est, dans un sens symbolique, mort dans La Revanche des Sith, lorsqu'il devient Dark Vador,,.
Shaw apparaît seulement deux minutes et prononce seulement 24 mots dans Le Retour du Jedi, mais il a reçu davantage de courriers et de demandes d'autographes par ses fans pour Le Retour du Jedi que pour n'importe lequel de ses autres rôles. Plus tard, il avoue avoir aimé filmer Le Retour du Jedi et qu'il a été particulièrement surpris qu'une figurine articulée de lui dans le film a pu être faite,.

#### Bob Anderson
Le personnage est interprété par l'escrimeur Bob Anderson lors des scènes de combat au sabre laser. George Lucas prévoit dans un premier temps de laisser anonyme ce rôle et de ne pas révéler qu'Anderson a participé au tournage, mais Mark Hamill le convainc en mettant en évidence le fait qu'Anderson a ainsi contribué fortement à la création du mythe du personnage de Dark Vador,,,.
Bob Anderson est plus petit que David Prowse, l'interprète de Vador dans la plupart des scènes de la trilogie originale. Pour remédier à la différence de taille entre les deux acteurs, le Vador de Bob Anderson est filmé en contre-plongée ou est surélevé,.

### Prélogie
Quand La Menace Fantôme a commencé sa production, des centaines d'acteurs ont passé des essais pour le rôle du jeune Anakin avant que les producteurs ne choisissent Jake Lloyd, qui est considéré par Lucas comment quelqu'un qui rassemble ses exigences qui sont « un bon acteur, enthousiaste et très énergétique »,.
Pour L'Attaque des clones, l'acteur Leonardo DiCaprio refuse de jouer Anakin Skywalker, jugeant qu'il est alors encore trop tôt dans sa carrière pour assumer un rôle aussi important. Par ailleurs, il est indisponible pendant cette période, tournant deux films qui sortent la même année que L'Attaque des clones,.
Quand il a été spécifiquement demandé à James Earl Jones s'il avait une nouvelle fois prêté sa voix à Dark Vador dans La Revanche des Sith, que ce soit via de nouveaux dialogues ou d'anciens enregistrements, Jones a répondu : « Vous devriez demander à Lucas. Je ne sais pas. ».
Gene Bryant interprète Vador à la fin de La Revanche des Sith, dans la toute dernière scène, sur laquelle il apparaît à bord d'un destroyer stellaire aux côtés de l'empereur Palpatine,.

#### Hayden Christensen
Durant la production de L'Attaque des Clones, le directeur du casting Robin Gurland a examiné environ 1 500 personnes pour le rôle du jeune Anakin avant que Lucas choisisse Hayden Christensen pour le rôle.
Même si les acteurs auditionnés pour jouer Anakin sont alors pour la plupart inconnus, certains acteurs célèbres, comme Ryan Phillippe, Paul Walker, Colin Hanks, Heath Ledger, James Van Der Beek, Joshua Jackson, Eric Christian Olsen, Erik von Detten, Chris Klein et Jonathan Brandis, se proposent pour le rôle, avant que le choix ne se porte sur Hayden Christensen, alors peu connu.
Pendant la production de La Revanche des Sith, Christensen et Ewan McGregor répètent le duel final aux sabres lasers bien avant que Lucas ne la filme. Ils s'entraînent avec le coordinateur de cascades Nick Gillard. Comme pour les films précédents de la prélogie, Christensen et McGregor exécutent leurs combats aux sabres lasers sans doublures.
Hayden Christensen demande à Lucas si un costume de Vador qui lui correspondrait pourrait être construit au lieu d'avoir un autre acteur mettant le costume original porté par David Prowse. Un costume est donc créé pour être endossé par Hayden Christensen. La scène est filmée de façon à créer une illusion d'optique qui dissimule le fait que Christensen est plus petit que Prowse,.

### Œuvres dérivées
Spencer Wilding interprète Dark Vador dans Rogue One. Le cascadeur Daniel Naprous l'interprète pour la scène de combat de fin de Rogue One, ajoutée tardivement au film. James Earl Jones reprend le rôle de voix de Vador, qu'il joue depuis la trilogie originale,,,.
Dark Vador est également apparu dans plusieurs jeux vidéo. Dans les jeux tels que Dark Forces de 1995 et Rebel Assault II: The Hidden Empire de 1996, l'artiste des effets visuels C. Andrew Nelson apparait lors de brèves séquences dans le costume de Vador, avec la voix de Scott Lawrence (en). Nelson endosse à nouveau le costume de Vador pour des photos promotionnelles, des couvertures de magazines, ainsi que les séquences ajoutées dans les rééditions de la trilogie originale,.

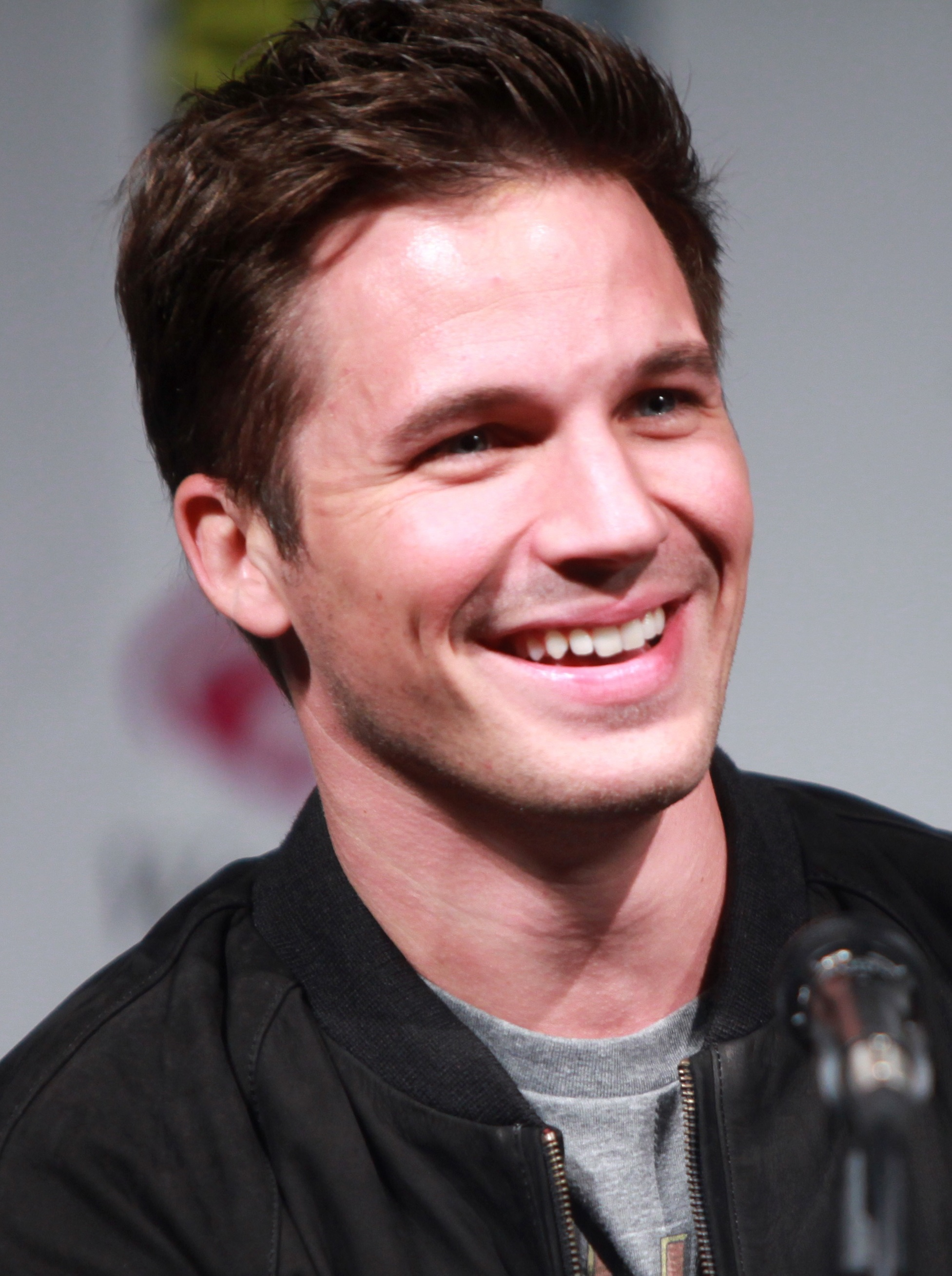
Matt Lanter prête sa voix à Anakin Skywalker depuis The Clone Wars.

Matt Sloan (en), apparu dans la parodie YouTube Chad Vader, prête sa voix à Vador dans Le Pouvoir de la Force de 2008.

#### Séries télévisées
Anakin a la voix de Mat Lucas (en) dans la série Clone Wars entre 2003 et 2005, et celle de Matt Lanter dans le film d'animation The Clone Wars entre 2008 et 2020, la série du même nom et pour ses brèves apparitions dans les séries d'animation Rebels en 2016 et Forces du destin en 2017-2018. James Earl Jones reprend le rôle de Vador dans Rebels,. Lanter et Jones ont tous les deux participé à la fin de la saison 2 de Rebels, dans une scène dans laquelle leurs dialogues sont mélangés.
Fin 2020 et 2021, Hayden Christensen est annoncé dans les séries Obi-Wan Kenobi et Ahsoka,.
Dans Obi-Wan Kenobi, Hayden Christensen interprète le personnage à la fois avec et sans son armure de Dark Vador. En effet, le personnage apparaît en armure, mais aussi sous son apparence de L'Attaque des clones dans un flashback qui montre un duel d'entraînement. L'équipe de postproduction de la série rajeunit numériquement Hayden Christensen pour ce flashback, tout en évitant que les effets spéciaux numériques ne soient trop visibles dans la scène et perturbent les spectateurs.
Par ailleurs, James Earl Jones fait la voix de Dark Vador dans Obi-Wan Kenobi comme dans la trilogie originale. Sa voix est rajeunie numériquement. L'interprétation du personnage de Vador dans Obi-Wan Kenobi relie la prélogie à la trilogie originale, avec l'acteur de la prélogie et la voix de la trilogie originale. Toutefois, James Earl Jones annonce en 2022 qu'il arrête de prêter sa voix à Dark Vador, ce qui fait d'Obi-Wan Kenobi la dernière fois qu'il est la voix de Vador. Il décide d'autoriser Lucasfilm à réutiliser sa voix même après qu'il a arrêté d'enregistrer pour Star Wars,,,,.

### Voix francophones

#### Dark Vador
François Chaumette est le premier doubleur de Dark Vador dans la version francophone. Cependant, il ne double le personnage que dans Un nouvel espoir,,.
Pour L'Empire contre-attaque, Georges Aminel prend le relais. Il double Vador aussi dans Le Retour du Jedi. Il est rappelé à 81 ans pour doubler le personnage à la fin de La Revanche des Sith, alors qu'il a pris sa retraite,,.
Philippe Catoire double le personnage dans Rogue One, puis dans L'Ascension de Skywalker, ainsi que dans la série télévisée d'animation Rebels et dans des jeux vidéo tel Fallen Order,,.

#### Anakin Skywalker
Dans la version française, Julien Bouanich prête sa voix à Anakin enfant dans La Menace fantôme, quand le personnage est joué par Jake Lloyd, tandis que la voix française du personnage lorsqu'il est joué par Hayden Christensen est Emmanuel Garijo.
Dans la version québécoise, Alexis del Vecchio double Anakin enfant de La Menace fantôme, où il est interprété par Jake Lloyd, tandis que, quand le personnage est interprété par Hayden Christensen, la voix québécoise d'Anakin est l'acteur Martin Watier.

## Concept et création

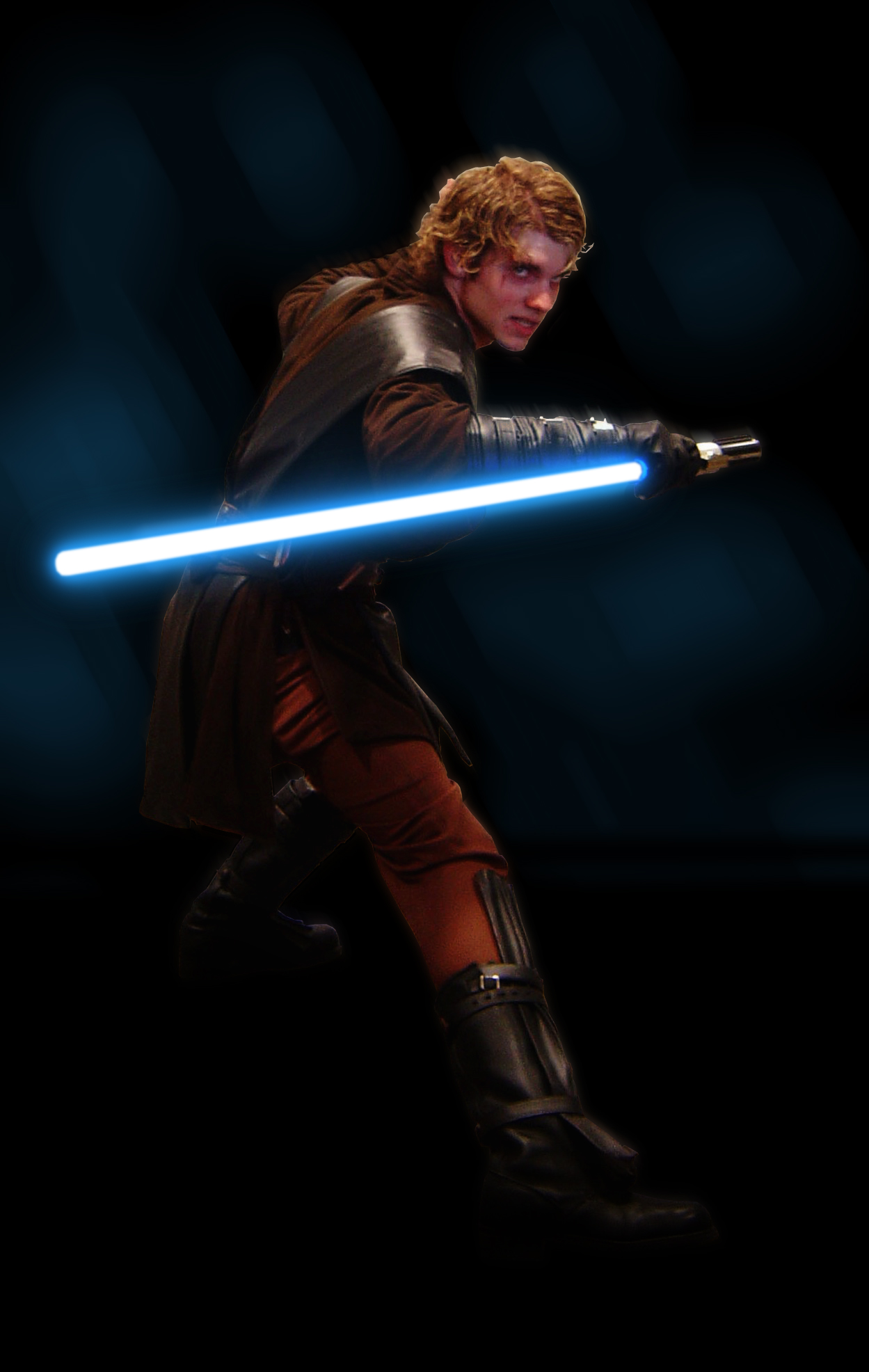
Anakin Skywalker ayant changé de costume

Juste après Un nouvel espoir, George Lucas commence à développer des idées de ce qui deviendra l'univers étendu de la saga. Parmi ces ébauches d'univers étendu, il imagine l'histoire de C-3PO. Dans cette première version de l'histoire de C-3PO, le droïde est créé par un enfant qui travaille pour un ferrailleur. Cet enfant sera finalement Anakin dans La Menace fantôme, soit plus de 20 ans plus tard.
Une scène, initialement prévue dans L'Empire contre-attaque mais finalement annulée, montrant Luke Skywalker massacrer des stormtroopers, semble servir d'inspiration à la scène du massacre des tuskens par Anakin dans L'Attaque des clones. Dans les deux, le moment du massacre signifie un risque de basculement dans le Côté obscur.
Pour L'Empire contre-attaque, il faut attendre l'une des dernières versions du scénario pour que Dark Vador soit bien le père de Luke Skywalker, et donc un Skywalker.
Alors qu'il développe la fin de la trilogie originale, George Lucas réfléchit aussi sur ce qui deviendra la prélogie, l'histoire de la chute d'Anakin dans le Côté obscur. Dès la période de production du Retour du Jedi, il conçoit la partie de l'histoire d'Anakin qui deviendra la partie montrée dans La Revanche des Sith. Si de nombreuses idées alors venues à George Lucas sont reprises précisément dans le film de 2005, comme le fait qu'Anakin est vaincu par Obi-Wan en milieu volcanique et retrouvé par les soldats de l'Empereur, certains éléments changent. Par exemple, dans la version originale, Anakin est seul à éliminer les Jedi, il n'y a pas d'ordre 66. Par ailleurs, Padmé n'apprend la transformation d'Anakin en Vador qu'après le duel qui oppose le Jedi renégat à Obi-Wan dans cette version. Enfin, Owen Lars n'a pas encore de lien familial avec Anakin, et Obi-Wan confie donc Luke à une famille quelconque de Tatooine.
Malgré les réticences de 20th Century Studios, George Lucas décide de représenter Anakin enfant dans la deuxième trilogie, alors que jusque-là il n'avait été représenté qu'en Dark Vador. Finalement, La Menace fantôme n'est pas tant critiquée pour Anakin que pour Jar Jar Binks ou la Fédération du commerce par le public.
Dans la réédition du Retour du Jedi, Dark Vador dit « Non ! » dans la scène de l'attaque de Palpatine contre Luke Skywalker. Cette réplique est une référence au « Non ! » que lance Vador à la fin de La Revanche des Sith, lorsqu'il se réveille dans son armure et apprend la mort de Padmé Amidala.
Selon George Lucas, il faut comprendre qu'Anakin n'est pas réellement un traître : lorsqu'il devient Dark Vador, il continue d’être l’Élu de la Prophétie Jedi. En effet, en devenant un Sith, il s'est retrouvé en position d'anéantir les derniers représentants de cette lignée maléfique : l'empereur Palpatine et lui-même.

## Adaptations
Le personnage d'Anakin Skywalker, notamment sous la forme de Dark Vador, est adapté à travers divers types de produits dérivés, notamment des jeux vidéo.

### Jeux vidéo

#### Jeux vidéoStar Wars
En plus des jeux adaptés des films ou de The Clone Wars, Anakin Skywalker, ou Dark Vador, figure dans de nombreux jeux Star Wars. Des articles Internet présentent les différents jeux dans lesquels figure Dark Vador,.
Comme plusieurs personnages de Star Wars, il est jouable dans les jeux vidéo Lego Star Wars et est présent dans les jeux vidéo de la série Battlefront,,.
Par ailleurs, le joueur des jeux vidéo Episode I: Racer (1999), Racer Arcade et Anakin's Speedway (2000) peut incarner Anakin Skywalker enfant pilotant son module de course, visible dans la scène de la course de la Boonta Eve Classic dans La Menace fantôme,,.
Dark Vador apparaît dans presque tous les jeux vidéo qui mettent en scène la guerre entre l'Empire galactique et l'Alliance rebelle, tels Masters of Teräs Käsi ou Empire at War par exemple. Dans TIE Fighter et Galaxies, le rôle de Vador est mineur, tandis que, dans Galactic Battlegrounds, le joueur doit maintenir le personnage vivant tout au long de la campagne impériale,. 
Vador est jouable dans le prologue du jeu vidéo de 2008 Le Pouvoir de la Force, dans le niveau sur Kashyyyk. Par la suite, il est présent mais le joueur incarne son apprenti. Vador réapparait dans la suite de 2010 mais il n'y est pas jouable,.
Dans le jeu vidéo de 2019 Fallen Order, Dark Vador apparaît en tant que boss final. Il tue Trilla, que le héros Cal Kestis vient de vaincre, puis s'attaque à Cal. Après un court duel, le joueur doit fuir Vador, ne pouvant l'affronter directement. Ce niveau est le dernier du jeu,.
Dans le jeu en réalité virtuelle Vader Immortal, premier jeu en réalité virtuelle mettant en scène Dark Vador, l'intrigue tourne autour d'une quête de Dark Vador, mais le joueur n'incarne pas le personnage, mais un contrebandier qui l'aide à trouver un artefact. Vador est dans une partie du jeu un ennemi à affronter et dans une autre un allié,,.

#### Autres jeux vidéo
Du fait de sa notoriété, le personnage apparaît dans des jeux vidéo sans lien direct avec l'univers Star Wars.
Dark Vador est présent comme personnage bonus dans la version PlayStation 3 du jeu vidéo de 2008 SoulCalibur IV. Dans la version Xbox 360, le personnage est téléchargeable sous forme de DLC peu après la sortie du jeu,,.
En 2022, Vador est aussi ajouté temporairement en tant que boss au jeu vidéo Fortnite ainsi que un personnage jouable à obtenir dans le Passe de combat, lors du Chapitre 3 : Saison 4. Le joueur peut obtenir le sabre laser de Vador après avoir vaincu le personnage boss,,.

### Figurines
Dans le cadre de la collection The Black Series, Hasbro produit des figurines de personnages de la saga. L'une d'elles représente Dark Vador.
Funko produit plusieurs « figurines pop » sur le thème Star Wars, notamment de Vador. Par exemple, en décembre 2021, l'une des figurines annoncées est une représentation de Dark Vador qui émet des sons et de la lumière. Dans la série produite à l'occasion de la Noël 2022, une figurine de Dark Vador en « bonhomme de neige », c'est-à-dire avec une armure blanche et quelques autres éléments caractéristiques d'un bonhomme de neige, est commercialisée,.
Comme de nombreux personnages de Star Wars, Anakin Skywalker a aussi fait l'objet de plusieurs figurines et d'adaptations en figurines produites par l'entreprise Lego,.

### Autres
Dans le scénario de l'attraction Star Tours: The Adventures Continue, le visiteur est arrêté par Dark Vador, à la recherche d'un espion rebelle, mais il échappe à Vador lorsque R2-D2 fait démarrer le vaisseau,.

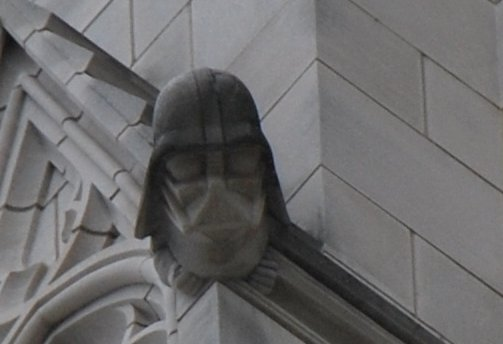
Le grotesque de Dark Vador sur la cathédrale nationale de Washington.

Un grotesque ayant la forme du casque de Dark Vador est juché sur la cathédrale nationale de Washington.

## Accueil et analyse
L'histoire d'Anakin, notamment le fait qu'il soit l'Élu d'une prophétie et qu'il soit né sans père d'une mère martyre, amènent à interpréter le personnage comme étant d'inspiration biblique. Cette vision est aussi appuyée par la signification de « Skywalker », à savoir « celui qui marche vers le ciel » et par le sacrifice final du personnage, en rédemption du pacte faustien de La Revanche des Sith.
Selon une étude publiée dans la revue Psychiatry Research, Anakin présente plusieurs symptômes indiquant un trouble de la personnalité borderline.
Selon une théorie de fan de Star Wars, entre The Clone Wars et La Revanche des Sith, Anakin Skywalker est remplacé par un clone créé par Palpatine. Cette théorie cherche à expliquer le fait qu'Anakin de la The Clone Wars est un commandant sûr de lui et développe une relation presque fraternelle avec Obi-Wan Kenobi alors qu'Anakin de La Revanche des Sith est plus semblable au personnage de L'Attaque des clones, il ne contrôle pas ses émotions et affronte Obi-Wan tout en servant aisément Palpatine.
Selon des articles du site Internet Screen Rant, bien que plusieurs personnes soient responsables du basculement d'Anakin dans le Côté obscur, Anakin lui-même est le seul qui peut réellement être tenu pour responsable puisqu'il a lui-même fait les différents choix qui l'ont mené au Côté obscur, notamment le choix de devenir un Sith,.

### Popularité du personnage
Dans plusieurs articles de sites Internet qui classent les protagonistes de la saga Star Wars, Anakin Skywalker, ou Dark Vador, est classé comme étant le meilleur. En revanche, dans les classements faits à partir du nombre de recherches effectuées sur le web, le personnage n'occupe pas forcément la première place, mais Dark Vador est dans les trois premiers du classement et Anakin Skywalker dans les dix premiers,,.
Selon un sondage réalisé par le British Film Institute en Grande-Bretagne, Dark Vador est le troisième personnage de science-fiction le plus apprécié par les Anglais. Il est devancé par le Docteur et par Ellen Ripley.
Dark Vador est considéré comme l'un des plus grands méchants de personnages de cinéma. Il est classé troisième dans la liste des cent plus grands méchants de l’histoire du cinéma réalisé par l’American Film Institute. En mars 2018, les lecteurs du magazine Empire élisent Dark Vador « meilleur méchant de tous les temps », devant le Joker et Loki.

### Préfigurations de la chute dans le Côté obscur
Une théorie interprète les principales caractéristiques de trois grands antagonistes de la prélogie comme des éléments qui préfigurent Dark Vador, ce qu'Anakin devient après avoir connu ces alliés de Palpatine. Selon cette interprétation, Dark Maul évoque la soumission à Palpatine, Dooku la défiance vis-à-vis de l'ordre Jedi et Grievous la perte d'humanité.
Selon l'auteur d'un article du site Internet Screen Rant, le fait que C-3PO soit capable de ressentir des émotions, et principalement la peur et l'anxiété, reflète la personnalité de son créateur, Anakin, et préfigure le trouble émotionnel qui l'amènera à basculer dans le Côté obscur.
Selon un autre rédacteur du même site, l'aptitude exceptionnelle d'Anakin à vaincre l'ennemi pendant la guerre des clones, alors que le talent dans le conflit est une compétence des Sith plutôt que des Jedi censés maintenir la paix, est un autre élément qui caractérise subtilement la proximité d'Anakin avec le Côté obscur alors même qu'elle est peu visible.

### Relation avec Padmé Amidala
Une théorie concerne la relation entre Anakin Skywalker et Padmé Amidala. Selon cette théorie, Anakin a utilisé la Force pour contrôler l'esprit de Padmé et la rendre amoureuse de lui. Cela explique l'intérêt d'une sénatrice pour un Jedi aux opinions politiques différentes, tout en renforçant le fait qu'Anakin se rapproche déjà du Côté obscur avant La Revanche des Sith. Cependant, la relation entre Anakin et Padmé s'explique aussi par une autre théorie, selon laquelle les deux personnages forment une dyade de Force. Cela signifie qu'ils sont intimement connectés entre eux par la Force, comme Rey et Kylo Ren.

## Postérité
Anakin Skywalker, surtout sous sa forme de Dark Vador, est l'objet de plusieurs références.
En septembre 2015, à Reykjavik, en Islande, la rue Bratthofoi est renommée la rue Dark Vador,.
En 2021, un avion militaire français servant à intercepter les communications ennemies est mis au point. Il s'appelle Vador, jeu de mots entre le nom du célèbre Sith Dark Vador et l'acronyme de Vecteur Aéroporté de Désignation, d'Observation et de Reconnaissance.
Le 28 mai 2023, à l'occasion de la Journée du patrimoine chilien, la cour d'appel de Valparaíso organise un procès fictif, dont l'accusé n'est autre que Dark Vador, défendu par l'avocat Juan Carlos Manriquez. Ainsi, pour avoir coupé la main de Luke Skywalker dans L'Empire contre-attaque, Vador est condamné à « rester congelé pendant 30 ans dans la carbonite », à maintenir, pendant 30 ans aussi, « une distance d'au moins trois planètes » entre lui et son fils Luke et à ne plus utiliser durant le reste de sa vie ni le Côté obscur de la Force ni son sabre laser. L'objectif de ce procès fictif est pédagogique, il s'agit de rapprocher la population du fonctionnement de la justice,,,.

### Dans d'autres œuvres
Des œuvres extérieures à l'univers Star Wars comportent des références au personnage d'Anakin Skywalker.
Par exemple, dans Toy Story 2, l'empereur Zurg prononce la célèbre réplique « Je suis ton père » face à Buzz l'Eclair. Le personnage de Zurg fait référence à celui de Dark Vador. Dans Toy Story 3, Vador est à nouveau parodié. Cette fois, c'est Big Baby qui jette Lotso comme Vador le fait avec Palpatine dans Le Retour du Jedi.
En avril 2018, l'artiste Gims publie un clip pour illustrer son titre Anakin, référence explicite au protagoniste de Star Wars. Dans le clip, il apparaît entouré de stormtroopers, tel Anakin Skywalker lorsqu'il bascule dans le Côté obscur de la Force,.

### Sur Internet
Anakin est repris régulièrement sur Internet, notamment dans de nombreux mèmes Internet.
En particulier, la réplique d'Anakin « Je n'aime pas le sable » de L'Attaque des clones devient un mème Internet. Par exemple, le personnage est représenté horrifié lorsqu'il apprend l'existence de l'Homme-Sable de Spider-Man. Hayden Christensen réagit à ce mème en affirmant qu'il trouve normal qu'Anakin, ayant passé son enfance sur une planète désertique, en soit marqué par un souvenir négatif. L'univers officiel Star Wars finit par expliquer cette phrase par la création rétrospectivement d'un événement : enfant, Anakin évite de peu de perdre sa mère pendant une tempête de sable, ce qui relie la réplique à un traumatisme d'Anakin qui fait comprendre aussi pourquoi il ne revient sur Tatooine qu'une seule fois, pour sauver justement sa mère,,.
Outre les mèmes Internet qui reprennent des répliques de la saga, plusieurs mettent en évidence des éléments caractéristiques du personnage d'Anakin dans la prélogie, comme sa relation avec Padmé Amidala son rapport à l'ordre Jedi, le côté tragique de sa chute dans le Côté obscur,,, mais aussi son amitié avec son maître Obi-Wan Kenobi.
Anakin Skywalker est aussi l'objet de plusieurs fan arts relayés par la presse spécialisée. Certains représentent Anakin tel qu'il pourrait être s'il n'était pas devenu Dark Vador,. D'autres représentent Dark Vador sans son armure ou sans son masque, ce qui montre à quel point son corps est plus proche de la machine que de l'homme après le duel à Mustafar,,,. Un autre, réalisé en la même année et publié sur Instagram, représente Dark Vador mourant. Un autre représente Anakin avec le costume qu'il porte lorsqu'il infiltre Zygerria pendant la guerre des clones. Un autre fan art créé en 2022 et publié aussi sur Instagram entre en relation avec la série télévisée Ahsoka. Il représente Ahsoka Tano montrant à Luke Skywalker et à Leia Organa, les enfants d'Anakin Skywalker, un hologramme d'Anakin.
Un article du site Internet Screen Rant liste dix idées d'uchronies internes à l'univers de fiction dans le style de la série télévisée What If...? de l'Univers cinématographique Marvel. Les points de divergence proposés par l'article concernent le personnage d'Anakin et sont des éléments qui marquent son va-et-vient entre le Côté lumineux et le Côté obscur, comme les duels de Naboo ou de Mustafar.
Un article du même site fait remarquer que le nom d'Anakin Skywalker n'est pas prononcé une seule fois dans la troisième trilogie, qui pourtant comprend dans ses principaux thèmes l'héritage de Dark Vador et son influence sur Kylo Ren.